# Moja krew, twoja krew
Moja krew, twoja krew (ang. My Blood, Your Blood) – brytyjski film dokumentujący polską scenę muzyczną pierwszej połowy lat 80. XX w. 
Film został wyreżyserowany przez Andrzeja Kostenkę na zamówienie brytyjskiej stacji BBC. Na obraz dokumentalny składają się: występy zespołów na Festiwalu Muzyków Rockowych w Jarocinie, zorganizowanym w 1986 roku, teledyski zrealizowane przez ekipę filmu oraz wywiady z muzykami: m.in. Pawłem Gumolą (przewodnia postać w filmie), Zbigniewem Hołdysem, Tomkiem Lipińskim, Robertem Brylewskim, Darkiem Malejonkiem, członkami zespołów Processs i Kat, a także z osobami związanymi z ówczesnym rynkiem muzycznym (m.in. szef „Hybryd” Sławomir Rogowski i dziennikarze Paweł Sito i Janusz Atlas).

## Zespoły i utwory
- Republika – „Moja krew”
- Madame – „Krawat powieszony w łaźni”
- T.Love – „Zabijanka”
- Processs – „Wariat”
- Izrael - "Regime system"
- Maanam – „Jesteśmy ze stali”
- Alter Ego
- Tilt – „Mówię ci, że...” (na żywo w Jarocinie)
- Dżem – „Czerwony jak cegła” (na żywo w Jarocinie)
- Ziyo – „Nie wiem”
- R.A.P. – „R.A.P. Generation”
- Ireneusz Dudek (na żywo w Jarocinie)
- Kat (na żywo w Jarocinie)
- Voo Voo – „Jest tylko marsz”
- Kosmetyki Mrs. Pinki – „Ciągle w ruchu”
- Siekiera – „Ludzie wschodu”
- Moskwa – „Nigdy” (na żywo w Jarocinie)
- Aya RL – „Ulica”